# Gonidio

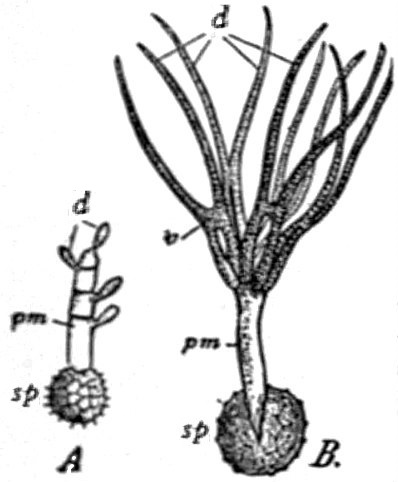
Germinando gonidia en reposo: A, de Ustilago receptaculorum; B, de caries de Tilletia.

Un gonidio (En Latín Gonidium, gonidia pl) es una célula o grupo de células reproductoras asexuales que se originan en o sobre los gametófitos, en órganos especiales. Por ejemplo, las zoósporas son gonidios y terásporas. También se refiere a cualquier alga que vive en simbiosis con el hongo en consorcio liquénico. Cada una de las células verdes clorofílicas, que se encuentran dentro del vástago de un liquen y, a veces constituyen una capa definida, pero a menudo están dispersas.

## Ejemplos de gonidios en líquenes
Algunos ejemplos sobre la base de los cuales es posible hacerse una idea de cuales algas como gonidios pueden incluirse en la composición de los líquenes.
|                   | Nombre de alga             | nombre de liquen                           |
| ----------------- | -------------------------- | ------------------------------------------ |
| algas verdes      | Chlorococcus, Pleurococcus | Parmelia, Physcia, Evernia, Cladonia, etc. |
| algas verdes      | Trentepohlia               | Graphis, Verrucaria (liquen), etc.         |
| algas verdeazules | Chroococcus                | Omphalaria                                 |
| algas verdeazules | Nostoc                     | Collema, Peltigera, etc.                   |
| algas verdeazules | Rivularia                  | Lichina                                    |
| algas verdeazules | Stigonema                  | Ephebe                                     |
| algas verdeazules | Scytonema                  | Heppia, Pannaria                           |